# Geomàtica

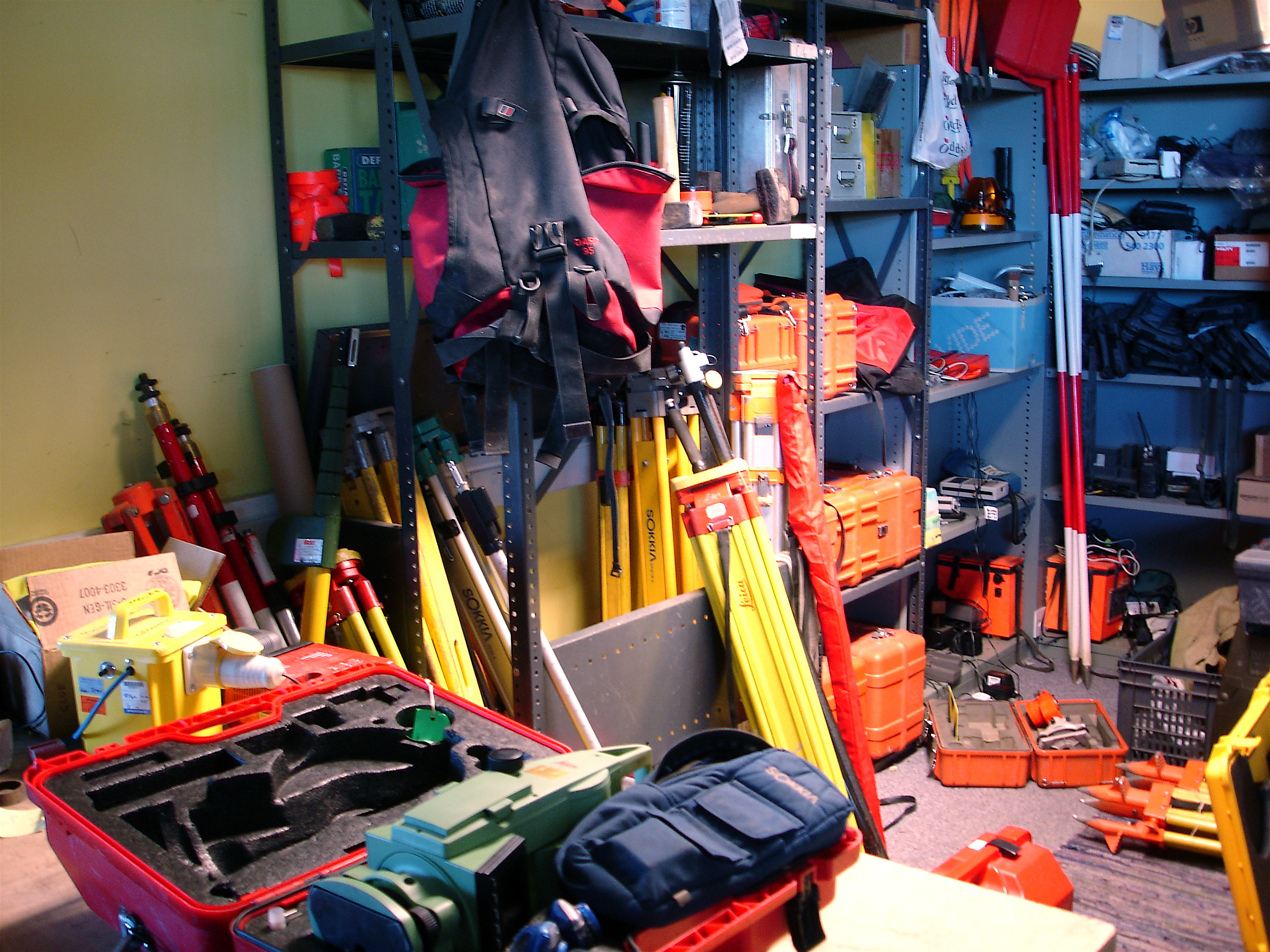
Equips utilitzats per a la captura de dades en treballs de camp usats en l'àmbit de la geomàtica.

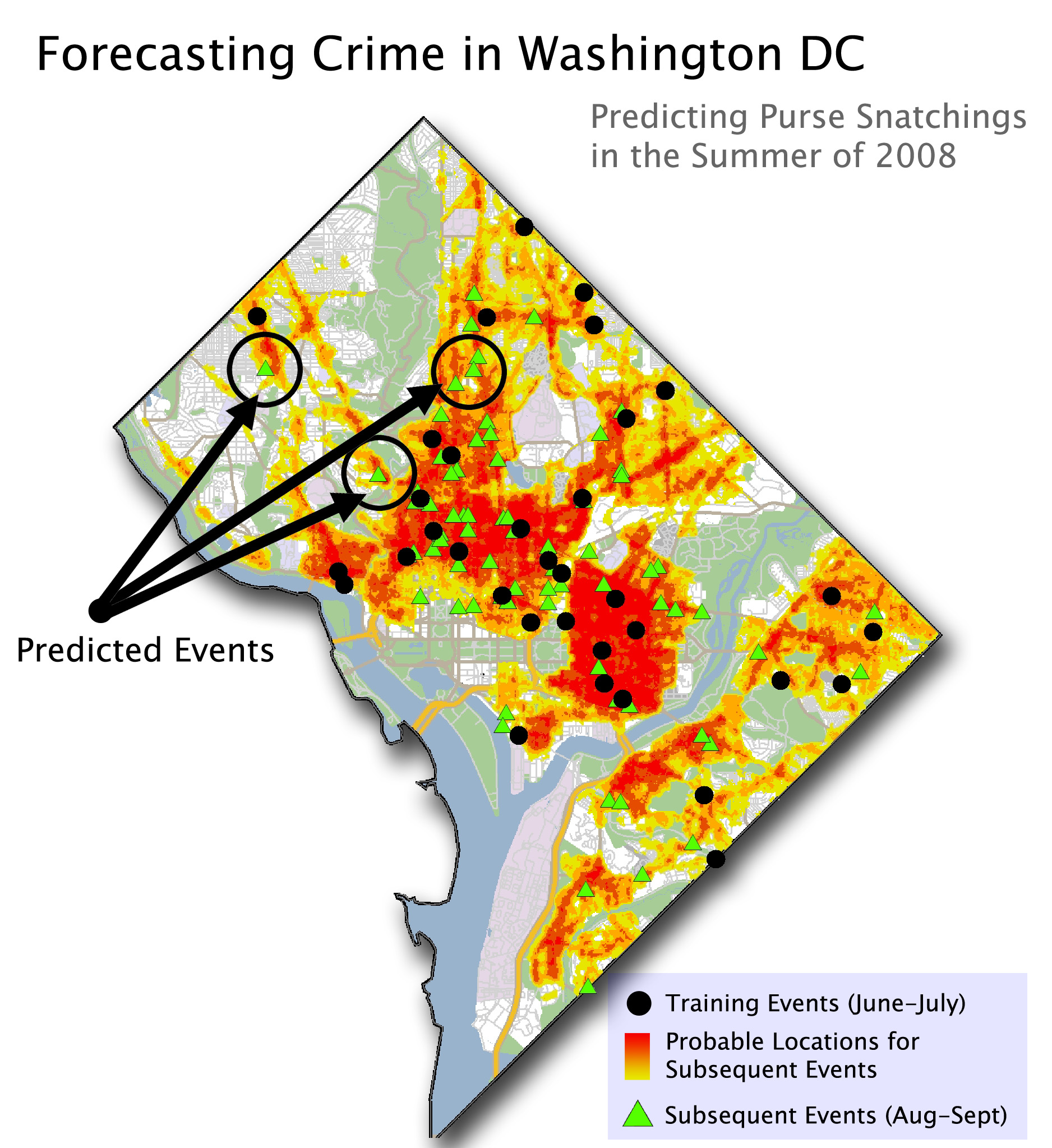
Qualsevol esdeveniment amb una component geogràfica pot ser analitzat especialment mitjançant un Sistema d'Informació Geogràfica. A la imatge un mapa sobre delinqüència i crim amb les àrees més propenses a patir robatoris en Washington DC (EUA)

La geomàtica  és el conjunt de ciències en les quals s'integren els mitjans per a la captura, tractament, anàlisi, interpretació, difusió i emmagatzematge d'informació geogràfica. També anomenada informació espacial o geoespacial.

## Característiques
El terme «geomàtica» està compost per dues branques «geo-» (Terra), i -màtica» (Informàtica). És a dir, l'estudi de la superfície terrestre a través de la informàtica. Aquest terme, nascut al Canadà, ja és part de les normes d'estandardització ISO Organització Internacional per a l'Estandardització i és reconegut a Europa, Àsia, Àfrica, Amèrica Central i del Sud, com una nova disciplina. Altres organismes, en especial en els EUA, han optat pel terme  tecnologia geoespacial  o recentment "ciències geomàtiques".
El terme va ser encunyat el 1969 per Bernard Dubuisson i integraria a totes les ciències de base ia les tecnologies usades per al coneixement del territori com la teledetecció o percepció remota, Sistemes d'Informació Geogràfica (SIG), Sistemes Globals de Navegació per Satèl·lit (GNSS) i coneixements relacionats.
La Universitat Laval la defineix de la següent manera: 
| « | Disciplina que té per objecte l'administració i estructuració de les dades amb referència espacial i integra les ciències i les tecnologies lligades a l'emmagatzemament, el tractament i la difusió. | » |
| — | |   |

## Història
A nivell acadèmic l'enginyeria geomàtica va tenir origen al Canadà, específicament a la província del Quebec al segle xx, i oficialment el 1986 a la Universitat Laval, els quals van oferir el primer programa d'Enginyeria Geomàtica a nivell mundial. Així va ser la primera Universitat que va fer un pas substancial adoptant a les noves tecnologies amb la consolidació de les ciències per a estudiar a la Terra. Però no només a la província del Quebec va succeir aquest fenomen, també va repercutir en les universitats de les províncies de Nova Brunswick, Ontario, Alberta i la Colúmbia Britànica.
En la dècada del 1960 l'estudi de la forma i dimensions de la Terra va estar subjecte a constants canvis científics i tecnològics a nivell internacional, d'altra banda el problema de la superposició de diferents capes d'informació en un mateix territori i la seva interrelació era un problema que enfrontava una sèrie de problemàtiques que eren difícils de resoldre. Específicament a Amèrica del Nord, on la Fotogrametria, la Cartografia, la Geodèsia i la Topografia buscaven mecanismes que permetessin sistematitzar procediments complexos.
Hi va haver un increment de necessitats mundials d'ubicació, delimitació, georeferenciació, localització, etc., On el paper de les ciències que estudiaven aquestes problemàtiques resultava insuficient. És en aquesta dècada que el científic francès Bernard Dubuisson (reconegut topògraf i fotogramètric) proposa per primera vegada a la «Geomàtica», com el terme que integrava un mecanisme sistèmic permetent conjuntar les ciències per a mesurar i localitzar espais a la Terra.
D'aquesta manera la pressió es va fer notar en certs països que van començar a invertir i apostar a la investigació amb el propòsit de desenvolupar eines integrals geomàtiques recolzant aquestes problemàtiques. Tal és el cas dels Estats Units d'Amèrica del Nord, que en l'any de 1978 llança el seu primer satèl·lit (en el que fins ara és la constel NAVSTAR) amb la tecnologia GPS ( Global Positioning System ). el 1982 la llavors Unió Soviètica comença a desenvolupar estudis geoespacials amb el llançament de satèl·lits en el que fins ara és la constel GLONASS ( Global Navigation Satellite System ). el 1994, l'AEE (ESA) i la Comissió Europea (EC) s'alien per llançar el programa EGNOS ( European Geostacionary Navigation Overlay Service ), que tenia com a finalitat complementar i millorar el servei proporcionat pels sistemes GPS i GLONASS.
Aquests avenços van donar pauta per donar suport estudis sobre el territori amb l'adaptació de la informació geoespacial, que llavors començava a democratitzar per a ús civil, ja que en un principi el propòsit era bèl·lic. D'altra banda, el desenvolupament de la informàtica es va fer present amb l'evolució fulgurant de maquinari i programari, que permetien començar la gestió i tractament de la informació geoespacial a través dels primers sistemes, permetent explotar la component espacial en la seva forma atòmica, és a dir, una coordenada en X i Y podia ser estructurada sobre primitives (punts, línies i polígons), donant vida a visualitzar vectors en forma lineal, figures geomètriques i, posteriorment, qualsevol element o objecte geogràfic tractat amb llenguatges de programació.